# Maharanga bicolor
Maharanga bicolor är en strävbladig växtart som först beskrevs av Wallich och George Don jr, och fick sitt nu gällande namn av A. Dc. Maharanga bicolor ingår i släktet Maharanga och familjen strävbladiga växter. Inga underarter finns listade i Catalogue of Life.